# MOTHERシリーズ
MOTHERシリーズ（マザーシリーズ）は、任天堂から発売された日本のコンピュータRPGシリーズ。コピーライターの糸井重里がゲームデザインを手掛けている。

## 概要
MOTHERシリーズは、『MOTHER』『MOTHER2 ギーグの逆襲』『MOTHER3』（以下『1』『2』『3』と表記）の3作と、『1』『2』の2作をセットにして移植した『MOTHER1+2』の全4作が任天堂より発売された。
現代風の世界を舞台としたRPGで、主人公の少年たちが「PSI」と呼ばれる超能力を用いて冒険し、地域の危機、さらには世界の危機に立ち向かう姿が描かれる。バットやフライパンなどを武器として使用し、ハンバーガーやフライドポテトなどで体力を回復するといったように、登場するアイテムも現代風のものとなっている。
物語の中では、何者かの力によって理性を失った一般人や動物、ロボットのほか、「スターマン」などの異形の存在とも戦うことになる。敵を倒した後に表示されるメッセージは敵の種類によって異なり、「○○はわれにかえった」「○○はおとなしくなった」「○○をはかいした」など多岐にわたる。戦いで力尽きた際には、一般的なRPGのような「死亡」ではなく「意識不明」や「気絶」という扱いになり、病院での治療や、特殊なアイテム、特殊なPSIの使用などによってカムバック（復活）する。
全シリーズで糸井重里がシナリオを担当。糸井が持つ独特の感性で書かれた文章により、比較的王道なシステムのゲームを個性的なものへと昇華させている。
シリーズを通して、ゲーム内で使用される音楽が重要な要素となっている。『1』『2』では特定のメロディが物語の根幹に関わるほか、『3』では戦闘中の「サウンドバトル」（後述）としてゲームシステムに組み込まれている。ゲームの中では印象的な曲が多く使用され、プレイヤーの心に残るものとなった。
シリーズはすでに終了が明言されているが、任天堂のキャラクターが多数登場する大乱闘スマッシュブラザーズシリーズでは第1作目から全作品でMOTHERシリーズの要素が用いられているほか、各種関連グッズが現在でも新たに制作・販売されている。

## 作品一覧
| No. | タイトル             | 発売日         | 対応機種                                                          | 開発元                                                  | 売上本数  |
| --- | -------------------- | -------------- | ----------------------------------------------------------------- | ------------------------------------------------------- | --------- |
| 1   | MOTHER               | 1989年7月27日  | ファミリーコンピュータ                                            | エイプ パックスソフトニカ                               | 約40万本  |
| 1   | MOTHER               | 2015年6月15日  | Wii U（VC）                                                       | -                                                       | -         |
| 1   | MOTHER               | 2022年2月10日  | Nintendo Switch （ファミリーコンピュータ Nintendo Switch Online） | -                                                       | -         |
| 2   | MOTHER2 ギーグの逆襲 | 1994年8月27日  | スーパーファミコン                                                | エイプ ハル研究所                                       | 約30万本  |
| 2   | MOTHER2 ギーグの逆襲 | 2013年4月27日  | Wii U（VC）                                                       | -                                                       | -         |
| 2   | MOTHER2 ギーグの逆襲 | 2016年3月4日   | Newニンテンドー3DS（VC）                                          | -                                                       | -         |
| 2   | MOTHER2 ギーグの逆襲 | 2022年2月10日  | Nintendo Switch （スーパーファミコン Nintendo Switch Online）     | -                                                       | -         |
| 3   | MOTHER1+2            | 2003年6月20日  | ゲームボーイアドバンス                                            | エイプ パックスソフトニカ ハル研究所                    | 278,225本 |
| 3   | MOTHER1+2            | 2006年2月2日   | ゲームボーイアドバンス （バリューセレクション）                   | エイプ パックスソフトニカ ハル研究所                    | 106,677本 |
| 4   | MOTHER3              | 2006年4月20日  | ゲームボーイアドバンス                                            | 任天堂 東京糸井重里事務所 ブラウニーブラウン ハル研究所 | 368,582本 |
| 4   | MOTHER3              | 2015年12月17日 | Wii U（VC）                                                       | -                                                       | -         |
| 4   | MOTHER3              | 2024年2月21日  | Nintendo Switch （ゲームボーイアドバンス Nintendo Switch Online） | -                                                       | -         |

### 日本国外の展開について
日本国外では、『MOTHER2 ギーグの逆襲』が北米で1995年6月5日に『EarthBound』のタイトルで発売されたのみであったが、2013年7月18日にWii Uバーチャルコンソール『EarthBound』として欧州で初めてMOTHERシリーズが発売された。また、『MOTHER』は長らく日本国内のみの発売だったが、2015年に米国で行われた「任天堂ワールド・チャンピオンシップ2015」にて、日本国外版が『EarthBound Beginnings』の名前でWii Uバーチャルコンソールとして配信されることが糸井のコメントとともに発表され、2015年6月14日に北米で、同年6月15日には欧州で配信を開始した。なお、『MOTHER3』は日本国外では発売されていない。
スーパーファミコンの日本国外版「Super Nintendo Entertainment System」の復刻版として2017年9月29日に発売された「SNES Classic Edition」（北米での名称、欧州では「Nintendo Classic Mini: Super Nintendo Entertainment System」）には、内蔵ソフトの一つとして『EarthBound』が収録されている。

## システム

### MOTHER（システム）
フィールドが斜投影図法で描かれ、コントローラーの十字キーの上下と左右を同時に押すことで斜め方向に移動できる。フィールド上には当時のRPGで一般的だった町などのシンボルは存在せず、町とフィールドが同じスケールで描写されている。
フィールド上を歩いている時に一定の確率で敵と遭遇し戦闘が開始される（ランダムエンカウント）。「たたかう」「PSI」などのコマンドを入力し、主人公側と敵側のどちらかが全滅するまで繰り返す。「オート」を選ぶと戦闘が自動で進む。戦闘に勝利すると経験値が得られ、経験値が一定数たまるとレベルが上がり、この際に新たなPSIを覚えることもある。
戦闘で敵を倒すごとに主人公の父親（パパ）が主人公の銀行口座にお金を振り込み、必要の際はそこからお金を引き出して使用する。また、主人公の妹・ミニーに道具を一定数預けることができる。
主人公たちが扱う武器の等級は、一般のRPGのように「鉄の○○」「銀の○○」などと材質で表すのではなく、「普通の○○」「いい○○」などと表現する。これは、材質名を用いないことで陰惨なイメージを和らげようという糸井の狙いがある。この考えは以降のシリーズでも継承されている。
本作のBGMの作曲は、ムーンライダーズの鈴木慶一と任天堂所属（後のクリーチャーズ代表取締役社長）の田中宏和が手掛けた。この2人の起用理由について、糸井は、クラシック音楽的な曲ばかりが用いられていた当時のRPGと一線を画するためポップ音楽の教養を持つ存在が必要だったことと、同時に3音までしか鳴らせないファミリーコンピュータの制限の中でメロディを表現できる人材が必要だったことの2点を挙げている。

### MOTHER2 ギーグの逆襲（システム）
ハードの性能向上に伴い、グラフィックが前作よりも精細になった。大山功一がアートディレクターを務めている。
フィールド上に表示されている敵と接することで戦闘が開始される（シンボルエンカウント）。この際、敵の背後を取ることで先制攻撃でき、逆に背後を取られると敵に先制攻撃される。また、主人公側が敵側よりも圧倒的に強い場合は戦闘画面に切り替わらず一瞬で勝負が決まる。
戦闘画面では、主人公たちのHP（体力）とPP（PSIを使うときに消費する数値）がドラムカウンター形式で表示され、数値がアナログ的に時間を掛けて変化する。HPを超える大ダメージを受けた際には、HPの表示が0になる前に回復することで戦闘不能状態を回避できる。戦闘画面の背景やPSIを使用した際のエフェクトには抽象的、幾何学的なアニメーションが用いられている。
作曲は、前作に続き鈴木慶一と田中宏和が担当。戦闘曲はジャズやロックを用いた前作から一転し、テクノサウンドが前面に押し出されている。

### MOTHER3（システム）
フィールドの描写が前作までの斜投影図法から正面見下ろし型（トップビュー）になっている。フィールド上ではダッシュが可能になった。
物語が章仕立てになっており、その都度メインとなるキャラクターが変わる。その総数は、直接操作できないノンプレイヤーキャラクターも含めるとシリーズ最多である。
戦闘ではBGMに合わせてテンポよくボタンを押すことで敵に連続してダメージを与えることができる。このシステムを「サウンドバトル」と呼んでいる。敵を眠らせることで鼓動が聞こえ、リズムをとりやすくなる。敵に与えたダメージは、これまでのシリーズのようなメッセージ枠内ではなく、敵の上部に数字のみ表示される。
敵を倒した際には「DP」と呼ばれるお金のようなものが手に入り、各地にいる「カエル」のもとに自動的に振り込まれる。また、フィールド上にいる「あずかりやのおじさん」に道具を預けることができる。
ゲーム内の曲を聴くことができる「サウンドプレイヤー」モードがあり、タイトル画面から入ることができる。収録曲は250曲に及び、物語の進行状況に応じて聞ける曲目が増えていく。お気に入りの曲の登録や曲順の並べ替え、リピート再生、シャッフル再生機能も搭載されている。
今作の音楽は、前作までの鈴木慶一と田中宏和に変わり、ハル研究所の酒井省吾が全曲を制作している。これは、前述のように曲数が膨大なため、開発チームの外部の作曲家に随時伝達するよりも内部にいてゲームのことを熟知している人に担当してもらう方が良いとの判断からである。戦闘曲では、従来シリーズのロックやテクノに加え、クラシック、マンボ、タンゴなど多様なジャンルが扱われている。

## 舞台設定

### MOTHER（舞台設定）
1988年の、アメリカ合衆国にあるとされる架空の地域が舞台。町の名前には、「マザーズデイ」（母の日）や「サンクスギビング」（感謝祭）などアメリカ合衆国の祝日や年中行事の名称が用いられている。主要都市は大陸を横断する鉄道によって結ばれている。通貨単位はドル（表記：$）。
地方都市・マザーズデイに住む主人公の少年が、町で発生したラップ現象、ゾンビの出現、動物たちの暴走などの謎を探るべく近隣地域を冒険し、旅先で出会う仲間たちと力を合わせ、大きな敵に立ち向かう。
『2001年宇宙の旅』『ポルターガイスト』『スタンド・バイ・ミー』といったアメリカ映画へのオマージュが随所で見られる。

### MOTHER2 ギーグの逆襲（舞台設定）
199X年の地球が舞台。主に「イーグルランド」と「フォギーランド」の2つの大国で構成されている。イーグルランドでは整備された道路で自動車が行き交い、公共交通機関として、アメリカ合衆国のグレイハウンドを思わせる「グレイハンドバス」が運行している。フォギーランドは雪国や南国リゾート地など多様な風土が特徴。また、世界各地には「パワースポット」と呼ばれる特別な場所が点在しており、番人によって守られている。今作の舞台は前作と違ってアメリカ合衆国と明言されていないが、前作同様、通貨単位はドル（$）。隣町から始まり、東洋の国やジャングル、地底大陸など、冒険の規模が世界規模にまで広がった。
イーグルランドの町・オネットに住む主人公の少年は、家の裏山に落下した隕石から現れた謎の生き物によって自分が地球の危機を救う存在であると知らされ、自分の力を高めるパワースポットと世界のどこかにいる同じ運命を担う少年少女たちを探すため冒険へと旅立つ。
「黄色いサブマリン」（ビートルズ『イエロー・サブマリン』）、「グレートフルデッドの谷」（グレイトフル・デッド）、「トンズラブラザーズ」（ブルース・ブラザーズと類似）などの洋楽ネタのほか、糸井が協会会長を務めるモノポリーや、当時のテレビ番組『ギミア・ぶれいく』で糸井が行っていた徳川埋蔵金発掘の企画についてもパロディに用いている。

### MOTHER3（舞台設定）
時代も場所もわからない謎の島「ノーウェア島」が舞台。島の北側には巨大な山が連なり麓には森や平原が広がる。平原には人々が住む村「タツマイリ村」がある。物語の中では数年の時が流れ、島の景観が変化していく。物語の序盤では通貨が存在せず、中盤以降では「DP」と呼ばれるものをお金のように用いる。
牧歌的な村・タツマイリでは人々が穏やかに暮らしていたが、ある大きな事件によって村の雰囲気は一変、その後、突如現れた謎の人物の思惑によって村の様子は徐々に変化していき、やがて人々は一つの運命に導かれることになる。
町から町へと冒険した前作までとは異なり、今作ではタツマイリ村を拠点として物語が展開される。村の住人たちには全員に名前と個性が設定されており、年月の経過によってそれぞれの心境に変化が現れる。
主人公の少年・リュカとその双子の兄・クラウスの名前は、糸井が影響を受けたアゴタ・クリストフの小説三部作『悪童日記』『ふたりの証拠』『第三の嘘』に登場する双子からとられている。

## 開発の経緯

### MOTHER（開発の経緯）
糸井がゲーム制作を志したきっかけは、『ドラゴンクエスト』に感動し、嫉妬したことであった。糸井は、当時の日本のRPGについて「剣と魔法で世界を救う」というお約束に縛られているという印象を抱き、そこからの脱却を目指した現代風RPGについても全て「失敗している」と感じていた。このことが動機の一つになり、現代風の世界観を持つRPG『MOTHER』の企画書を作成して任天堂へ持ち込んだ。当時のゲーム市場では『たけしの挑戦状』や『さんまの名探偵』などタレントの名前を冠したソフトが乱立していたため、糸井もその流れで訪れたのではと当初の任天堂は訝しんでいたが、後にプロデューサーを務めることになる任天堂の宮本茂が糸井の本気度を感じ取り開発チームを編成、打ち合わせを重ねる中で信頼関係が築かれていった。開発は、糸井の「ボランティアが集まって作る、みたいな環境で仕事をしてみたい」との意向から、千葉県市川市にあるアパート内で行われた。
タイトルの『MOTHER』がいつ付けられたかははっきりしないが、最初の企画書の仮題は『ESP1』であり、ストーリーのあらましができていない段階で母船（マザーシップ）の登場や、母がテーマであることなどはすでに決まっていた。

### MOTHER2 ギーグの逆襲（開発の経緯）
『MOTHER2』の構想は『MOTHER』の制作中からすでに練られていた。前作よりも愉快で華のあるものを、との考えの下、糸井が『週刊文春』誌上で担当していた読者コーナー「糸井重里の萬流コピー塾」の常連投稿者など糸井に近いメンバーが集まり新しいアイデアが次々と生み出された。ただ、そのアイデアは膨らむばかりで、次第にプログラマーの手に負えないものになっていった。結果、度重なる発売日延期を余儀なくされ、ついに開発は袋小路に陥ってしまった。そうした中、当時のハル研究所社長であった岩田聡が名乗りを上げる。岩田は糸井に対し「いまあるものを活かしながら手直ししていく方法だと2年かかります。イチからつくり直していいのであれば、半年でやります」と開発の請負を持ち掛けた。糸井はその言葉に驚きつつも開発を岩田に託し、岩田は無事その責務を果たして『MOTHER2』を完成に導いた。

### MOTHER3（開発の経緯）
『MOTHER3』の開発は当初、スーパーファミコン向けとして始まり、その後、NINTENDO 64、64DDとハードの変遷をたどった末、前作の発売から6年後の2000年に開発中止が宣言された。これは、開発が遅々として進まない中で任天堂の新ハードなど他のプロジェクトが次々と立ち上がり、『MOTHER3』に開発力を割くことが困難になったことによる経営判断であった。
数年後、糸井は『MOTHER』のプロデューサーであった宮本茂から「『MOTHER3』をゲームボーイアドバンスでつくるのは、ありえますか」と訊ねられる。糸井は、それまでと勝手の異なるハードの提案に不安を抱く一方で嬉しさの感情も湧き上がり、提案を受諾、『MOTHER3』の開発再開が決定した。しかし、開発は今回も難航する。旧『MOTHER3』では従来のシリーズからグラフィックなどで大きな転換を図っていたが、それが足枷となり新作の方向性が定まらない状態が続いた。試行錯誤の末、これまでのMOTHERシリーズの絵作りを踏襲するという方針が決まり開発がようやく軌道に乗ることになる。開発が大詰めに差し掛かった頃、最後の仕上げとして、ゲームの中に言葉を入れていく作業が1か月以上にわたり集中的に行われた。期間中は糸井など数人がホテルの部屋に終日缶詰め状態となり、糸井が発した言葉を周囲がチェックしExcelに入力する作業が続いた。糸井の言葉が入ったことで開発中のゲームはMOTHERシリーズとしての命を吹き込まれ、新たな『MOTHER3』は完成に至った。

## エピソード
- 第1作目『MOTHER』で使用された曲「Eight Melodies」の楽譜が、小学6年生向けの音楽の教科書『新版 音楽6』（教育出版, 1992年）に掲載された。
- 1989年3月、第1作目『MOTHER』の開発などのため、糸井と当時の任天堂社長・山内溥により株式会社エイプが設立された。このエイプに勤めていた石原恒和が後に独立し1995年11月8日に株式会社クリーチャーズを設立[24][25]、『ポケットモンスター』シリーズの開発に携わることになる。
- 『ポケットモンスター』（ポケモン）の生みの親である田尻智は、自分の『MOTHER』を作りたいという思いから『ポケモン』を制作した、と度々語っており、糸井にもその話を直接伝えている[15]。
- 『MOTHER2 ギーグの逆襲』のプログラミングを担当した当時のハル研究所社長、後の任天堂社長・岩田聡は、糸井のウェブサイト「ほぼ日刊イトイ新聞」の創設時にコンピュータ関連の準備をほぼ全て一人で行い、その後も技術サポートを続けた[26]。同サイトでは任天堂に関する情報を紹介するコーナー「樹の上の秘密基地」を開設している。

## サウンドトラック
| No. | タイトル                                       | 発売日        | 発売元                         | 備考 |
| --- | ---------------------------------------------- | ------------- | ------------------------------ | --- |
| 1   | MOTHER                                         | 1989年8月21日 | ソニー・ミュージックレコーズ   | 海外歌手によるボーカル曲を多数収録した、ゲーム『MOTHER』のアレンジアルバム。全11曲。 |
| 2   | MOTHER2 ギーグの逆襲                           | 1994年11月2日 | ソニー・ミュージックレコーズ   | ゲーム『MOTHER2 ギーグの逆襲』使用曲の一部をメドレー形式で収録。全24曲。 |
| 3   | MOTHER1+2                                      | 2003年8月20日 | EMIミュージック・ジャパン      | ゲーム『MOTHER1+2』の曲をアレンジ。全26曲。 |
| 4   | MOTHER                                         | 2004年2月18日 | ソニー・ミュージックダイレクト | 上記のアルバム『MOTHER』のデジタルリマスター版。新たにデモトラックを収録。全12曲。 |
| 5   | MOTHER2 ギーグの逆襲                           | 2004年2月18日 | ソニー・ミュージックダイレクト | 上記のアルバム『MOTHER2 ギーグの逆襲』の再発売。収録内容は同じ。全24曲。 |
| 6   | MOTHER3+                                       | 2006年11月2日 | 東京糸井重里事務所             | 大貫妙子のボーカル曲「We miss you 〜愛のテーマ〜」、クレイジーケンバンドの生演奏などを収録。全10曲。                                                                                              |
| 6   | MOTHER3+                                       | 2007年2月7日  | -                              | 上記『MOTHER3+』の配信版。ボーナストラック1曲を追加収録。全11曲。 |
| 7   | MOTHER3i                                       | 2007年2月7日  | -                              | 配信限定販売。作曲者の酒井省吾自身が編曲した『MOTHER3』のアレンジ曲メドレー。全15曲。 |
| 8   | MOTHER MUSIC REVISITED                         | 2021年1月27日 | 日本コロムビア                 | 鈴木慶一音楽家活動50周年を記念した再録音アルバム。DELUXE盤は2枚組でリリースされ、DISC1には鈴木による『MOTHER』楽曲のセルフアレンジ音源、DISC2には本編のファミコン音源がコンパイルされ収録された。 |
| 9   | 「MOTHERのおんがく。」 〜THE MUSIC OF MOTHER〜 | 2025年7月23日 | 日本コロムビア                 | [ 27 ] |
| 9   | 「MOTHERのおんがく。」 〜THE MUSIC OF MOTHER〜 | 2025年8月27日 | 日本コロムビア                 | 上記のアナログレコード盤。2枚組。 |

## ほぼ日MOTHERプロジェクト
2020年4月30日、「ほぼ日刊イトイ新聞」（以下「ほぼ日」）上において、MOTHERシリーズの全ての台詞を収録した書籍『MOTHERのことば。』を2020年末までに発売予定であることが発表された。これに合わせ、様々なコンテンツやグッズを展開する企画「ほぼ日MOTHERプロジェクト」（HOBONICHI MOTHER PROJECT）が行われている。

### Pollyanna
総勢35人の漫画家・イラストレーターによる作品を収録したMOTHERシリーズのトリビュートコミック。ほぼ日が運営する「ほぼ日ストア」で2020年6月12日に先行発売が行われ、6月25日より一般販売された。
参加作家
- 青木俊直
- 浅野いにお
- 阿部共実
- ア・メリカ
- あらゐけいいち
- 石黒正数
- 今川伸浩
- 大石浩二
- 緒方雄一
- 久木ゆづる
- こがわみさき
- 坂野杏梨
- 須藤真澄
- 竹谷州史
- 田辺洋一郎
- トビー・フォックス
- とよ田みのる
- 成家慎一郎
- 成田芋虫
- 羊の目。
- 福地翼
- 藤沢カミヤ
- ふるえるとり
- まえだくん
- 松本大洋
- 松本ひで吉
- 水あさと
- みずしな孝之
- 山本さほ
- 横山了一
- ヨシオカサトシ
- 吉田戦車
- ろびこ
- ワキサカ
- 和田ラヂヲ

### MOTHERのおみせ。
ほぼ日MOTHERプロジェクト関連のグッズを販売する臨時店舗「MOTHERのおみせ。」が、大阪の梅田ロフトで2020年11月19日から12月6日まで、東京の渋谷PARCOで12月14日から12月27日まで営業予定。東京会場では『MOTHERのことば。』の紹介展示会場に併設される。